# مشقوقات الأسنان
مشقوقات الأسنان (الاسم العلمي: Solenodon)، فصيلة حيوانات لبونة سامة، ليلية، نتمي إلى رتبة شفويات الأعور.